# 四大太妃
遜清皇室四大太妃，有時又被稱作四大太妃或四太妃，指以下四人：
- 同治帝之遺孀—莊和皇貴太妃阿魯特氏
- 同治帝之遺孀—敬懿皇貴太妃赫舍氏
- 同治帝之遺孀—榮惠皇貴太妃西林覺羅氏
- 光绪帝之遺孀—端康皇貴太妃他他拉氏

這四位太妃作為同治帝和光緒帝的遺孀，在遜清皇室中除去身為皇太后的隆裕太后外，便是這四位太妃地位最為尊貴，其中端康太妃在四太妃中年齡最小、思想也較開明，因此在隆裕太后在民國二年（1913年）逝世後，由端康太妃居四太妃中領導地位。
溥儀退位後，四太妃便紛紛要求遜清朝廷尊封自己為皇太妃，其中敬懿皇太妃在隆裕太后崩逝後，承擔撫養年幼的溥儀職責，因此曾企圖以溥儀養母的身分謀求皇太后的名位，但因袁世凱的指令而沒有如願。
在這四位太妃中，莊和皇太妃（薨辰為民國十年即1921年9月24日，享壽六十三歲，諡曰恭肅皇貴妃）去世的最早；之後是端康皇太妃（薨辰為民國十三年即1924年9月24日，享壽五十二歲，諡曰溫靖皇貴妃）、敬懿皇太妃（薨辰為民國二十一年即1932年2月5日，享壽七十七歲，諡曰獻哲皇貴妃），最後是榮惠皇太妃，（薨辰為民國二十二年即1933年5月18日，享壽七十八歲，諡曰敦惠皇貴妃）。